# La volpe dalla coda di velluto
La volpe dalla coda di velluto (El ojo del huracán) è un film del 1971, diretto da José María Forqué.

## Trama
Ruth è una ricca ereditiera spagnola, sposata da tempo con Michel. La donna risente della monotonia della vita quotidiana e vorrebbe il divorzio, anche perché ha conosciuto Paul del quale si è innamorata perdutamente. Michel, ancora innamorato della moglie, sembra inizialmente acconsentire. Ruth invita il nuovo fidanzato nella sua villa sulla Costa Azzurra. Da quel momento, però, la donna comincia a sentirsi minacciata: dapprima perde il controllo della sua auto rischiando la vita e, successivamente, rischia di morire durante una immersione subacquea. In quest'ultimo caso il manometro delle bombole era stato manomesso.
Alla fine si scopre che Michel sta tramando contro la moglie in accordo con Paul e Danielle, la sua amante. Vistasi perduta in una spirale criminale dalla quale sembra difficile uscire, Ruth riesce a sbarazzarsi dei tre: prima elimina il marito, avvelenandolo, poi, a seguito di un abile stratagemma, fa incolpare Danielle e Paul dell'omicidio. Libera da ogni pensiero, Ruth può iniziare una nuova vita.